# With a Kodak
With a Kodak è un cortometraggio muto del 1912 diretto da Mack Sennett.

## Produzione
Il film fu prodotto dalla Biograph Company.

## Distribuzione
Il film - un cortometraggio di 150 metri - uscì nelle sale statunitensi il 25 gennaio 1912, distribuito dalla General Film Company. Nelle proiezioni, era programmato in split reel insieme a un altro cortometraggio della Biograph diretto da Mack Sennett, Pants and Pansies.